# Tanjong Bungong (Ganda Pura)
Tanjong Bungong is een bestuurslaag in het regentschap Bireuen van de provincie Atjeh, Indonesië. Tanjong Bungong telt 161 inwoners (volkstelling 2010).